# Heinrich Marsmann
Heinrich Christian Marsmann (* 1938 in Rostock) ist ein deutscher Chemiker (Anorganische Chemie).
Marsmann studierte Chemie an der Universität Göttingen mit dem Diplom 1964 und der Promotion 1966 Zur Deutung der OH-Schwingungsbanden in den Infrarotspektren einfach gebauter Hydroxyde mit Wasserstoffbrückenbindung. Als Post-Doktorand war er bis 1969 bei J. R. van Wazcr in St. Louis (Monsanto) und an der Vanderbilt University tätig. 
1973 habilitierte er sich an der Ruhr-Universität Bochum. Er ist seit 1975 Professor an der Universität Paderborn. 2004 wurde er emeritiert. 
1979 war er Gastprofessor an der TU Graz.
Er befasst sich mit Kernresonanzspektroskopie, besonders an Heterokernen, und mit Siliziumchemie (Siloxane, Sol-Gel-Prozess).

## Schriften
- 29 Si NMR Spectroscopic Results. In: Jean-Pierre Kitzinger, Heinrich C. Marsmann: Oxygen 17 and Silicon 29. Springer 1981.

Er bearbeitete die deutsche Ausgabe von Joseph Lambert: Spektroskopie: Strukturaufklärung in der organischen Chemie. (2. Auflage, Pearson 2012).